# Супрун Адам Євгенович
Адам Євге́нович Супру́н (біл. Супрун Адам Яўгенавіч; 24 жовтня 1928, Полтава — 18 серпня 1999) — радянський і білоруський лінгвіст, славіст, доктор філологічних наук (1966), доктор педагогічних наук (1981), професор, завідувач кафедри теоретичного і слов'янського мовознавства Білоруського державного університету, заслужений діяч науки БРСР (1990).

## Біографія
Народився в родині вчителів. Після війни сім'я переїхала в Киргизію, в місто Фрунзе. 
Навчався в Киргизькому університеті, який закінчив у 1952 році. У 1955 році в Московському державному університеті ім. М. В. Ломоносова захистив кандидатську дисертацію «Слова з корінням числівників у сучасній російській літературній мові». 
У 1961 році написав книгу «Старослов'янські числівники». 1966 року в Ленінградському університеті захистив докторську дисертацію «Слов'янські числівники. Становлення числівників як частини мови».
У тому ж році переїхав у Мінськ. У Білоруському державному університеті організував і очолив кафедру загального і слов'янського мовознавства, на якій пропрацював понад 30 років. 
Супрун був ініціатором створення в Білорусі університетської славістики.
Другу докторську дисертацію «Лінгводидактичні проблеми змісту навчання російській мові в білоруській школі» захистив у Мінську в 1981 році.
Супрун читав лекції і виступав з доповідями в університетах і наукових установах Австрії, Болгарії, Угорщини, Данії, Іспанії, Люксембургу, Польщі, Словаччини, Словенії, США, Фінляндії, Хорватії, Чехії, у країнах СНД. 
Починаючи з 1958 року учасник міжнародних з'їздів славістів (також член Білоруського комітету славістів).

## Доробок
Під керівництвом Супруна були створені асоціативні словники білоруської, української, киргизької, латиської мов, а також комплекс з п'яти частотних словників різних стилів білоруської мови.
Шукав матеріал для своїх досліджень у генеалогічно і типологічно різних мовах. Його роботи видавалися на всіх слов'янських, киргизькому, узбецькому, німецькою, Дунганскій і японською мовами: А. Е. Супрун є автором 600 публікацій, у тому числі понад 60 книг і брошур.
Під керівництвом і консультуванням Супруна захищено 64 кандидатських і 10 докторських дисертацій.